# NGC 823
NGC 823 (również IC 1782 lub PGC 8093) – galaktyka eliptyczna (E-S0), znajdująca się w gwiazdozbiorze Pieca. Została odkryta 14 października 1830 roku przez Johna Herschela.